# Ледник, Виталий Владимирович
Виталий Владимирович Ледник (15 октября 1945, деревня Ледники, Глубокский район, Витебский район, БССР — 10 августа 2011) — депутат Государственной думы Российской Федерации 3 созыва (1999—2003).

## Биография
В 1968 г. окончил Московский институт инженеров сельскохозяйственного производства.
Трудовую деятельность начинал в Большаковском отделении «Сельхозтехника» Калининградской области в должности инженера-экономиста.
- 1971—1980 гг. — старший инженер-экономист, главный инженер, управляющий объединением «Сельхозтехника» в Гурьевском объединении Калининградской области,
- 1980—1990 гг. — на партийной работе, был вторым секретарем Гурьевского райкома КПСС,
- 1990—2000 гг. — председатель исполкома, глава администрации Гурьевского района,
- 1999—2003 гг. — депутат Государственной Думы Федерального Собрания РФ по федеральному списку избирательного блока "Межрегиональное движение «Единство».

Избирался членом Гурьевского райкома КПСС, депутатом районного совета, Калининградской областной Думы.

## Награды и звания
Награждён орденом Почёта (1999), медалью «За отвагу на пожаре» (1993). «Почетный работник жилищно-коммунального хозяйства России».